# Династија Велф
Династија Велф, такође позната и као Гвелф или Гелф, је била европска династија из које су потицали многи немачки и енглески монарси од 11. до 20. века.

## Порекло
Кућа Велфа је старији огранак куће Есте, династије чији су најранији познати чланови живели крајем 9. и почетком 10. века у Ломбардији. Понекад се ова династија називала Велф-Есте династија. Први члан династије Велф био је Велф IV, војвода Баварске. Он је од свога ујака Велфа III, војводе Каринтије, наследио имовину старије куће Велфа (1055). Војвода Баварске Велф је постао 1070. године. Велф V, наследник Велфа IV, оженио се Матилдом од Тоскане. Матилда је умрла без деце и своме мужу оставила поседе у Тоскани, Ферари, Модени, Мантови и Ређу. Ово је уједно и период борби за инвеституру између папа и царева Светог римског царства. Династија Велф стајала је на страни папа те је папска странка у Италији носила назив Гвелфи.

## Баварска и Саксонија
Хајнрих IX, војвода Баварске у периоду од 1120. до 1126. године први је од тројице војвода Баварске из династије Велф који носе то име. Његова супруга Вулфхилда наследница је куће Билунг те је поседовала територију око Линебурга у Доњој Саксонији Његов наследник, Хајнрих X, постао је и војвода Саксоније након смрти Лотара II. Лотар је у наследство оставио територију око Брауншвајга. Хајнриха је немачки цар Конрад III лишио Саксоније и Баварске. Године 1142. Конрад је Хајнриховом сину, Хајнриху Лаву, вратио Саксонију, а цар Фридрих Барбароса и Баварску 1156. године. Хајнрих Лав је био један од најмоћнијих немачких барона свог времена. Основао је градове Минхен и Либек. Хајнрих је са Фридрихом Барбаросом учествовао у походу на Ломбардију. Међутим, одбио је да му помогне у следећем походу. Фридрих је напао Ломбардију сам и доживео пораз код Лењана. Због тога што је одбио да помогне цару, Хајнрих је протеран из Немачке 1180. године. Вратио се три године касније, а са царем се измирио 1185. године. Добио је знатно мању територију. Баварска је поверена Отону I Баварском, а Саксонија је предата надбискупу Келна, кући Асканије и другима. Хајнрих је умро 1195. године на свом поседу у Брауншвајгу. 

## Брауншвајг и Хановер
Хајнрихов син Отон Брауншвајг изабран је за цара и крунисан као Отон IV нако вишегодишње борбе династија Велф и Хоенштауфен. Папа Иноћентије III га је екскомуницирао 1215. године. Отон је био принуђен на абдикацију. Престо је предао Фридриху II. Он је био једини Велф који је успео да постане цар Светог римског царства. 
Унук Хајнриха Лава, Отон I, постао је 1235. године војвода Брауншвајга-Линебурга. Током средњег века војводство је неколико пута дељено члановима породице Велф. Војводство је постојало све до 1806. године тј. до Наполеоновог укидања Светог римског царства. Након Бечког конгреса, територије војводства прикључене су краљевини Хановер и војводству Брауншвајг.

## Британска сукцесија
Године 1714, на основу Закона о наслеђивању из 1701. године, на британски престо долази Џорџ I. Припадао је династији Хановер, огранку династије Велф. Династија Хановер владала је Британијом дуго времена након распада Светог римског царства и завршетка Наполеонових ратова. Династија Хановер дала је Британији шесторо монарха. Краљица Викторија је била последњи владар ове династије. Умрла је 1901. године након чега је династију Хановер заменила династија Сакс-Кобург и Гота.

## Краљевина Хановер
На Бечком конгресу (1814) формирана је Краљевина Хановер. У првој половини 19. века, Хановер је био у персоналној унији са Британијом. Државом је управљао краљ Џорџ III. Након смрти краља Џорџа престо је преузео Вилијам IV. Он је умро исте године те је Хановер преузео Ернест Август I, пошто по Салијском законику Вилијамова кћерка Викторија није могла да влада у немачким државама. Краљевина Хановер постојала је до 1866. године. Последњи владар био је Ернестов син, Џорџ V од Хановера. Држава је била аустријски савезник током Аустријско-пруског рата. Након победе Пруске, Хановер је анектиран.

## Војводство Брауншвајг
Године 1814. на Бечком конгресу формирано је и Војводство Брауншвајг. Династија Велф владала је Брауншвајгом до 1884. године. Војводство је требало да преузме последњи владар Хановера. Међутим, Пруси у њега нису имали поверења те је престо остало упражњено све до 1913. године када се на њега попео Ернест Август, оженивши се ћерком Вилхелма II Немачког. Његова владавина била је кратка јер је Војводство укинуто по завршетку Првог светског рата. 
Династија Велф је, међутим, опстала. Последњи владар династије била је Фредерика од Хановера. Припадала је династији Хановер. Њен супруг био је грчки краљ Павле. Фредерика је родила шпанску краљицу Софију и грчког краља Константина. Династији припада и Ернест Август од Хановера, супруг Каролине од Монака.